# 13 Monocerotis
13 Monocerotis, som är stjärnans Flamsteed-beteckning, är en ensam stjärna belägen i den norradelen av stjärnbilden Enhörningen. Den har en skenbar magnitud på ca 4,50 och är svagt synlig för blotta ögat där ljusföroreningar ej förekommer. Baserat på parallaxmätning inom Hipparcosuppdraget på ca 0,83 mas, beräknas den befinna sig på ett avstånd på ca 3 900 ljusår (ca 1 200 parsek) från solen. Den rör sig bort från solen med en heliocentrisk radialhastighet av ca 12 km/s. Stjärnan är belägen i stjärnföreningen Monoceros OB1, halvvägs mellan Rosettnebulosan och NGC 2264 och är omgiven av en reflektionsnebulosa listad som Van den Bergh 81 (VdB 81). 13 Monocerotis har använts som standardstjärna för spektralklass A0 Ib.

## Egenskaper
13 Monocerotis är en vit till blå superjättestjärna  av spektralklass A0 Ib. Den har en massa som är ca 12 solmassor, en radie som  är ca 49 solradier och utsänder ca 9 800 gånger mera energi än solen från dess fotosfär vid en effektiv temperatur av ca 10 000 K.
13 Monocerotis är en misstänkt variabel (VAR:), som har magnitud +4,5 och varierar med 0,1 magnituder utan någon fastställd periodicitet. Utökad fotometri av 13 Monocerotis under åren 1997 till 2000 visar oregelbundna variationer på upp till 0,04 magnituder och också en liten trend att bli svagare under perioden. Alla de ljusa A0 - A5-superjättar som analyserades med hjälp av Hipparcos satellitdata visade sig vara variabla, men 13 Monocerotis var den minst variabla.